# الکساندر کابانوف
الکساندر کابانوف (روسی: Александр Серге́евич Кабанов؛ زادهٔ ۱۱ ژوئن ۱۹۴۸ ، درگذشتهٔ ۳۰ ژوئن ۲۰۲۰) یک بازیکن واترپلو اهل اتحاد جماهیر شوروی سوسیالیستی بود.
وی همچنین برندهٔ جوایزی همچون نشان دوستی و نشان انقلاب اکتبر شده‌است.